# Zuidwest-Saksisch voetbalkampioenschap 1905/06
In 1905/06 werd het eerste voetbalkampioenschap van Zuidwest-Saksen gespeeld, dat georganiseerd werd door de Midden-Duitse voetbalbond. Chemnitzer BC en Mittweidaer BC speelden de vorige seizoenen in de Oost-Saksische competitie. Chemnitzer BC werd kampioen en plaatste zich voor de Midden-Duitse eindronde, maar gaf daar forfait tegen Dresdner SC.

## 1. Klasse
| Plaats | Club                             | Wed. | W | G | V | Saldo | Ptn. |
| ------ | -------------------------------- | ---- | - | - | - | ----- | ---- |
| 1.     | Chemnitzer BC 1899               | 5    | 4 | 0 | 1 | 18:12 | 8:2  |
| 2.     | Mittweidaer BC 1896              | 5    | 4 | 0 | 1 | 32:4  | 8:2  |
| 3.     | FC Germania 1897 Mittweida       | 4    | 2 | 0 | 2 | 20:18 | 4:4  |
| 4.     | 1. Vogtländischer FC 1903 Plauen | 4    | 1 | 0 | 3 | 8:15  | 2:6  |
| 5.     | Verein Chemnitzer Sportfreunde   | 4    | 0 | 0 | 4 | 6:35  | 0:8  |

|  | Kampioen, geplaatst voor Midden-Duitse eindronde |